# (1248) Jugurtha
(1248) Jugurtha ist ein Asteroid des Hauptgürtels, der am 1. September 1932 vom südafrikanischen Astronomen Cyril V. Jackson in Johannesburg entdeckt wurde. 
Der Asteroid ist nach dem mit Rom verfeindeten numidischen König Jugurtha benannt.